# Idiodiaptomus gracilipes
Idiodiaptomus gracilipes é uma espécie de crustáceo da família Diaptomidae.
É endémica do Brasil. 